# Heerde
Heerde er en kommune og en by i provinsen Gelderland i det østlige Holland. Sammenlignet med resten af Nederlandene er Heerde et temmelig religiøst område lige som mange af byerne i Veluwe-regionen.
Følgende politiske partier er i øjeblikket (august 2009) i byrådet: CDA (5 sæder), PvdA (5 sæder), stabilitets-og vækstpagten (3 pladser), VVD (2 pladser) og den kommunale Farmers Party (2 pladser). I Heerde er godt 18.000 indbyggere.